# Buffalo
|  | Per a altres significats, vegeu «Buffalo (desambiguació)». |

Buffalo (pronunciat en anglès: /ˈbʌfəloʊ/) és una ciutat i seu del Comtat d'Erie, a l'estat de Nova York als Estats Units, construïda a la riba del llac Erie. Segon centre més important de l'estat de Nova York el 2020 tenia 278.349 habitants, tot i que si es compta la seva àrea metropolitana la població se situa entorn dels 1.900.000 habitants. Segons el cens de la població del 2020 Buffalo és la 76a ciutat més gran dels Estats Units.
Buffalo constitueix un gran centre industrial (metal·lúrgia, maquinària, química...) i compta amb un port de trànsit de mercaderies.